# Trachyneta extensa
Espèce
Trachyneta extensa est une espèce d'araignées aranéomorphes de la famille des Linyphiidae.

## Distribution
Cette espèce est endémique du Congo-Kinshasa.

## Publication originale
- Holm, 1968 : Spiders of the families Erigonidae and Linyphiidae from East and Central Africa. Annales du Musée Royal de l'Afrique Centrale, no 171, p. 1-49.